# 金紫郷
金紫郷（きんしきょう）は中華人民共和国湖南省邵陽市城歩ミャオ族自治県の郷。

## 行政区画
- 鳳凰村
- 太坪村
- 江西村
- 沙井村
- 金紫村
- 五塘村
- 白水村
- 三塘村
- 星火村
- 山口村
- 水清村
- 長形村
- 高寨村
- 七里坪社区

## 歴史
2013年12月、西岩鎮の13村と七里坪園芸場は金紫郷に合併されている。

## 地理
金紫郷は城歩ミャオ族自治県北部に位置し、西北は睢寧県と、東北は武岡市と、南は西岩鎮とそれぞれ接している。
- 河川：威渓
- 山：楓木界（1191メートル）